# Miconia dielsii
Miconia dielsii är en tvåhjärtbladig växtart som beskrevs av Markgr.. Miconia dielsii ingår i släktet Miconia och familjen Melastomataceae. IUCN kategoriserar arten globalt som nära hotad.
Artens utbredningsområde är Ecuador. Inga underarter finns listade i Catalogue of Life.